# Ludwig Hann
Ludwig Hann (* 26. Januar 1827 in Eschelberg, Gemeinde St. Gotthard im Mühlkreis; † 24. März 1867 in Linz) war Advokat und Abgeordneter zum Österreichischen Abgeordnetenhaus.

## Leben
Ludwig Hann war Sohn des Pflegers und späteren Landesgerichtsrats Josef Hann († 1852). Er besuchte von 1838 bis 1846 das Stiftsgymnasium und machte Philosophische Jahrgänge am Lyzeum in Kremsmünster (heute im Bezirk Kirchdorf an der Krems). Ab 1846 studierte er Rechtswissenschaft an den Universitäten Wien und Innsbruck. Er arbeitete kurz im Gerichtsdienst als Rechtspraktikant am Landesgericht Linz und am Bezirksgericht Pregarten. Im Jahr 1851 wurde er Advokaturskonzipient in Kirchdorf an der Krems und ab 1853 in Linz. 1861 wurde er schließlich Advokat in Linz.
Ludwig Hann war von 1861 bis 1867 Mitglied im Oberösterreichischen Landtag (I. und II. Wahlperiode), als Abgeordneter der Städte und Industrialorte (Wahlbezirk Kirchdorf) (bis 1866) bzw. als Abgeordneter der Landgemeinden (Wahlbezirk Kirchdorf) (1867). Im Jahr 1867 war er auch im Landesausschuss tätig.
Er starb am 24. März 1867 im Alter von 40 Jahren an einer Lungentuberkulose.
Er war römisch-katholisch und (laut Parlaments-Link) mit einer Marie (?) verheiratet, mit der er keine Kinder hatte. Sein Bruder war der Meteorologe Julius von Hann (1839–1921).

## Politische Funktionen
Ludwig Hann war vom 29. April 1861 bis zum 20. September 1865 Abgeordneter des Abgeordnetenhauses im Reichsrat (I. Legislaturperiode) und war dort für die Kurie Oberösterreich, Städte (Steyr, Urfahr, Ottensheim, Steyregg, Gallneukirchen, Grein, Perg, Tragwein, Pregarten, Mauthausen, St. Georgen an der Gusen, Freistadt, Leonfelden, Oberneukirchen, Zwettl an der Rodl, Weißenbach, Königswiesen, Rohrbach, Neufelden, Lembach, Haslach, Aigen, Kirchdorf, Windischgarsten, Micheldorf, Steinbach, Grünburg, Enns, Weyer, Sierning, Hall, Kremsmünster, St. Florian, Neuhofen) zuständig.